# باربارا مولين
باربارا مولين (بالإنجليزية: Barbara Mullen) هي ممثلة أمريكية، ولدت في 9 يونيو 1914 ببوسطن في الولايات المتحدة، وتوفيت في 9 مارس 1979 بلندن في المملكة المتحدة بسبب نوبة قلبية.

## وصلات خارجية
- باربارا مولين على موقع IMDb (الإنجليزية)
- باربارا مولين على موقع ميوزك برينز (الإنجليزية)
- باربارا مولين على موقع قاعدة بيانات الفيلم (الإنجليزية)